# Ego
Pour les articles homonymes, voir Ego (homonymie).
L'ego (ou égo, d'après les rectifications orthographiques de 1990) désigne la représentation et la conscience que l'on a de soi-même. Il est notamment l'objet d'étude de la psychologie.

## Différentes définitions de l'ego
C'est un substantif tiré du pronom personnel latin ego signifiant « moi » ou « je ». Dans le langage courant, le terme ego peut être utilisé comme synonyme de « sujet » ou d'« individu ». Le « moi » est aussi apparenté à Freud dans la psychanalyse du XXe siècle.
Le terme ego est essentiellement utilisé en philosophie et est le fondement de la psychologie. 

### Philosophie
Husserl emploie le terme ego transcendantal pour désigner le « moi sujet » qui anime la conscience. Mais l'ego peut également être défini comme le moi en tant qu'objet de la conscience ; ainsi selon Sartre, « l'ego n'est pas le propriétaire de la conscience, il en est l'objet ».

### Psychologie
La question de la définition et de la constitution de l'ego par l'étude des faits psychiques est l'objet de la psychologie. Il désigne alors la psyché et le fondement de la personnalité ou le caractère.

### Religions

#### Bouddhisme
Le bouddhisme perçoit l'ego comme une construction mentale ayant une existence sur un plan conventionnel, mais n'ayant pas d'existence autonome ou intrinsèque. Il n'est ni dans le corps ni dans l'esprit : « Même si nous parlons de l'ego existant comme d'une chose solide qui offre divers aspects, essentiellement il n'y a pas de substance solide. L'ego ne vit effectivement dans le temps que comme un processus continuel de création ; il est perpétuellement en train de mourir et en train de renaître ».
L'ego fait référence à l'impression qu'il existe un centre. La voie bouddhiste consiste, entre autres, à libérer l'être humain de cette perception qui le place au centre de tout, et surtout, de le libérer de la souffrance, qui a pour cause notamment la croyance à l'existence du moi. Voir le concept de non-soi.

#### Islam
L'ego porte le nom arabe de nafs dans l'islam. Il en est l'un des concepts centraux quel qu’en soit le courant de pensée.
Le djihad nafs (communément appelé le combat contre soi-même) est essentiel et central en ce qui concerne la vie du croyant. Il consiste à ne pas céder aux désirs que proposent les « diables » qui sont assignés à chaque homme[réf. souhaitée].

### New Age
Pour le New Age , l'ego serait une entrave à l'« éveil ». Il ne précise pas ce qui pourrait être le sujet de l'éveil une fois débarrassé de l'ego.
À partir de la seconde moitié du XXe siècle, les courants du New Age désignent l'ego comme la représentation fausse qu'un individu se ferait de lui-même et un obstacle pour l'accès à une autre réalité qui serait moralement supérieure. Dans cette perspective, l'ego ferait écran à la vraie nature de l'homme [réf. souhaitée]. Krishnamurti parle de l'ego comme d'une « fausse personnalité » constituée de souvenirs et d'expériences. La confusion entre l'ego / « fausse personnalité » et sa[Lesquels ?] vraie nature produirait une illusion qui priverait ceux qui en seraient prisonniers d'une vraie liberté et les enchaîneraient à des schémas de souffrance (égocentrisme, orgueil, vanité, amour-propre, perception erronée du monde).
Dans cette doctrine, une personne libérée de son ego connaîtrait un éveil spirituel. Les méthodes pour se libérer de l'emprise de l'ego seraient diverses bien qu'aucune n'ait jamais prouvé la possibilité de se passer d'ego,.
Pour certains gourous New Age[Lesquels ?] les relations humaines s’effectuent par « ego » interposés, l'ego n'ayant pas de réalité et n'étant qu'un « complexe » produit par des constructions mentales ou des dysfonctionnements psychiques.